# Aggregatibacter kilianii
Espèce
Aggregatibacter kilianii est une espèce de la famille des Pasteurellaceae présente dans la flore commensale du tractus respiratoire supérieur des humains.

## Description
Cette espèce comprend des bactéries gram négatives non mobiles et anaérobies facultatives. Ce sont de petits bacilles réguliers de 0,5 µm de large et de 1,5 µm à 1,7 µm de long qui peuvent parfois prendre une forme filmenteuse.

## Taxonomie
Le nom correct complet (avec auteur) de ce taxon est Aggregatibacter kilianii Murra et al. 2019. Décrite en 2018, son nom a été validé en 2019
La souche type de cette espèce est la souche PN_528 déposée sous les numéros CCUG 70536 et DSM 105094.

### Étymologie
L'étymologie de l'épithète spécifique est la suivante : kil.i.an’i.i. N.L. gen. masc. n. kilianii, de Kilian, nommé en l'honneur de Mogens Kilian pour ses contributions substantielles à la recherche sur Haemophilus et Aggregatibacter.